# Elimia aterina
Elimia aterina là một loài ốc nước ngọt có vảy, là động vật thân mềm chân bụng (Gastropoda) thủy sinh thuộc họ Pleuroceridae. Đây là loài ốc đặc hữu của Hoa Kỳ.